# Linguagem compilada
Linguagem compilada é uma linguagem de programação em que o código fonte, nessa linguagem, é executado diretamente pelo sistema operacional ou pelo processador, após ser traduzido por meio de um processo chamado compilação, usando um programa de computador chamado compilador, para uma linguagem de baixo nível, como linguagem de montagem ou código de máquina.
Teoricamente, qualquer linguagem pode ser compilada ou Linguagem interpretada e, por causa disso, há algumas linguagens que possuem ambas implementações.

## Linguagens tipicamente compiladas
Abaixo seguem algumas linguagens de programação que são tipicamente compiladas:
- Ada
- ALGOL
- BASIC
- C
- C++
- C#
- COBOL
- Common Lisp
- D
- Delphi
- Eiffel
- Fortran
- JOVIAL
- Java
- LabVIEW
- ML
- Objective-C
- OCaml
- Pascal
- Rust